# ミェチスワフ・クリマシェフスキ
ミェチスワフ・マリアン・クリマシェフスキ（Mieczysław Marian Klimaszewski、1908年7月26日 - 1995年11月27日）は、ポーランドの地理学者、地形学者、外交官、国民統一戦線議長。スタニスワヴフ（後のウクライナ・イヴァーノ＝フランキーウシク）に生まれ、クラクフに没した。

## 経歴
知識階級の家系に生まれ、1931年にヤギェウォ大学を卒業し、1933年に博士、1945年に教授資格（ハビリタチオン、Habilitacja (de)）を取得、1946年に員外教授 (Profesor nadzwyczajny)、1957年に正教授 (Profesor zwyczajny) となった。この間、1960年にポーランド科学アカデミー (PAN) の連繋会員となり、1971年にはその正会員となった。また、1990年から、ポーランド技術アカデミー (PAU) の会員となった。
1928年から1939年までと、1945年にはヤギェウォ大学で研究に従事し、1949年からは同大学教授を務めながらヴロツワフの大学や工科専門学校でも教えた。1952年から1978年まで、ヤギェウォ大学の地理学科長を務め、その間1953年から1968年まではポーランド科学アカデミー地理学研究所の所長でもあった。1964年から1972年には、ヤギェウォ大学総長を務めた。
学術誌関係では、1960年から1981年まで『Prace Instytutu Geograficznego Uniwersytetu Jagiellońskiego（ヤギェウォ大学地理学紀要）』、1961年から1981年まで『Folia Geographica』の編集人を務めた。ポーランド国外のアカデミーにも関わりをもち、1961年にドイツ自然科学アカデミー・レオポルディーナの会員となり、以降、1966年にザクセン・アカデミー、1970年にフィンランド・アカデミー (Suomen Akatemia)、1974年にユーゴスラビア・アカデミー、1981年にスウェーデン王立科学アカデミーの会員となった。
クリマシェフスキは、ポーランドのみなならず、オランダ、ベルギー、ソビエト連邦の地理学会の名誉会員となった。
1965年から1972年まで、クリマシェフスキは、ポーランド人民共和国下院（セイム）第4期、第5期に、無所属議員となっていた。1965年6月に、国家評議会の一員に選出され、12月には国家評議会副議長となり、1972年3月までこの職を務めた。また、1967年から1972年まで、在外ポーランド人との連絡組織「ポロニア」の議長を務めた。
国家評議会副議長であったクリマシェフスキは、世界中の国家元首や指導者たちが集まった行事としては史上最大級の規模であった1971年のイラン建国二千五百年祭典に、ポーランドを代表して出席した。
クリマシェフスキは、クラクフのラコウィスキ墓地 (Cmentarz Rakowicki) に葬られた。

## 栄誉
クリマシェフスキは、イェーナ、キエフ、ブラチスラヴァの各大学や、カトヴィツェのシレジア大学 (Uniwersytet Śląski w Katowicach) などから、名誉博士号を授与された。
授与された勲章類の中には、ポーランド復興勲章（オフィツェルスキ十字勲章、星付きコマンドルスキ十字勲章、大十字勲章と3回にわたり受章）、労働勲章 (Order Sztandaru Pracy) 1級（2回受章）などが含まれていた。
イギリスの王立地理学会は、クリマシェフスキの地形学への貢献と地理学界における国際的活動に対して、1978年に金メダル（パトロンズ・メダル）を授与した。

## おもな著作
クリマシェフスキの著作は230点ほどに及ぶとされる。
- Polskie Karpaty Zachodnie w okresie dyluwialnym （1948年）
- Studia geomorfologiczne w zachodniej części Spitsbergenu （1960年）
- Geomorfologia ogólna （1961年）
- Geomorfologia Polski, Polska Południowa （1972年）
- Geomorfologia （1978年）
- Rzeźba Tatr Polskich （1988年）
- Dzieje geomorfologii w czterdziestoleciu PRL （1988年）

著作の中には、他の言語に翻訳されたものも多数ある。